# دين بيرغيرون
دين بيرغيرون هو منافس ألعاب قوى كندي، ولد في 12 فبراير 1969 في ساغينيه في كندا.

## روابط خارجية
- دين بيرغيرون على موقع EliteProspects.com (الإنجليزية)
- دين بيرغيرون على موقع Paralympic.org (الإنجليزية)
- دين بيرغيرون على موقع IPC.InfostradaSports.com (مؤرشف) (الإنجليزية)
- دين بيرغيرون على موقع قاعة كيبيك للمشاهير الرياضية (الفرنسية)